# Wanstead
Pour la station de métro, voir Wanstead (métro de Londres).
Wanstead est un quartier du Borough londonien de Redbridge au nord-est de Londres. Il fait partie de la circonscription électorale de Leyton et Wanstead et du comté traditionnel d’Essex.
On y trouve le Wanstead Park, ancien domaine de Wanstead House.

## Patrimoine
- Synagogue réformée Sukkat Shalom.